# وودرو ویلسون

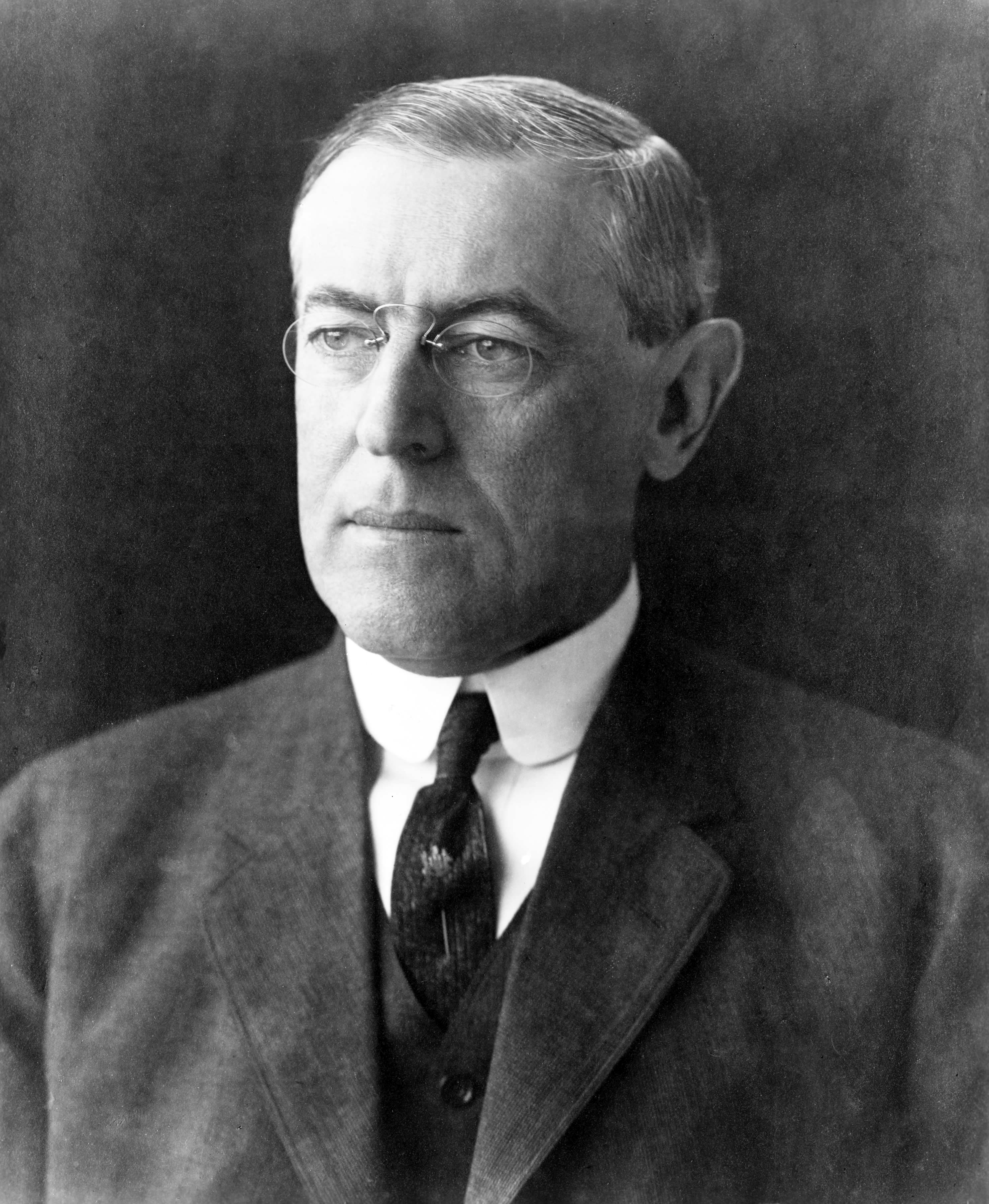
پرتره پرزیدنت وودرو ویلسون ۱۹۱۲

توماس وودرو ویلْسون (به انگلیسی: Thomas Woodrow Wilson) (۲۸ دسامبر ۱۸۵۶ – ۳ فوریهٔ ۱۹۲۴) بیست و هشتمین رئیس‌جمهور ایالات متحده آمریکا از حزب دموکرات بود که از سال ۱۹۱۳ تا ۱۹۲۱ در این مقام باقی‌ماند. 

## زندگی
ویلسون که متولد استنتون، ویرجینیا بود، اوایل زندگی‌اش را در آگوستا، جورجیا و کلمبیا، کارولینای جنوبی گذراند. ویلسون دکترای علوم سیاسی را از دانشگاه جانز هاپکینز دریافت کرد، و در مؤسسات آموزشی گوناگونی به عنوان استاد و دانشور کار کرد تا این که به عنوان رئیس دانشگاه پرینستون برگزیده شد، سمتی که از ۱۹۰۲ تا ۱۹۱۰ آن را در اختیار داشت. در انتخابات سال ۱۹۱۰، او به عنوان ۳۴مین فرماندار نیوجرسی از حزب دمکرات برگزیده شد و از سال ۱۹۱۱ تا ۱۹۱۳ در این سمت مشغول به کار بود. ویلسون هنگام رقابت برای ریاست جمهوری در سال ۱۹۱۲، از یک شکاف در حزب جمهوریخواه سود برد، شکافی که باعث شد او با کسب چهل درصد از آرا، شمار زیادی از آرای الکتورال را برنده شود. او نخستین جنوبی بود که از سال ۱۸۴۸ به ریاست جمهوری برگزیده می‌شد، و به یاری کنترل حزب دمکرات بر کاخ سفید و کنگره بر اثر پیروزی در انتخابات ۱۹۱۲، او از نیروهای رهبری‌کنندهٔ جنبش ترقی خواه بود.
ویلسون در هنگام تصدی بر ریاست جمهوری سخنرانی وضعیت کشور آمریکا، را که از سال ۱۸۰۱ انجام نشده بود دوباره رایج کرد. او با هدایت کنگره که اکنون دیگر در دست دمکرات‌ها بود، بر تصویب سیاست‌های قانون‌گذارانهٔ ترقی‌خواهانه که تا زمان نیو دیل در ۱۹۳۳ تکرار نشدند، نظارت کرد. از جملهٔ این قوانین لایحه فدرال رزرو، لایحهٔ کمیسیون فدرال تجارت، لایحه ضد تراست کلیتون و لایحه وام مزرعه فدرال بود. ویلسون که یک ماه پس از تصویب متمم شانزدهم قانون اساسی ایالات متحده آمریکا به قدرت رسیده بود، کنگره را به جلسه‌ای ویژه فراخواند که نتیجهٔ کار آن لایحه درآمد ۱۹۱۳ بود که بار دیگر مالیات بر درآمد را وضع کرد و تعرفه‌ها را پایین آورد. او از طریق تصویب لایحه ادمسون، و اعمال روز کاری ۸ ساعته برای راه‌آهن، به یک اعتصاب در راه‌آهن و بحران اقتصادی متعاقب آن پایان داد. در آستانهٔ وقوع جنگ جهانی اول در سال ۱۹۱۴، ویلسون سیاست بیطرفی اختیار کرد و در مواجهه با انقلاب مکزیک سیاست پرخاشگرانه تری اتخاذ کرد.
ویلسون در انتخابات ریاست جمهوری ۱۹۱۶ با چارلز ایوانز هیوز فرماندار سابق ایالت نیویورک مواجه شد. او نخستین دمکراتی از زمان اندرو جکسون شد که با اکثریت اندک به دوره مجدد برگزیده می‌شد. دور دوم ویلسون تحت‌الشعاع ورود آمریکا به جنگ جهانی اول قرار گرفت. در آوریل ۱۹۱۷، با از سر گرفته شدن جنگ زیردریایی از سوی آلمان، ویلسون از کنگره خواست به منظور «امن ساختن جهان برای دمکراسی» جنگ اعلام کند. آمریکا با وجود عدم ائتلاف رسمی در کنار متفقین عملیات نظامی انجام داد. همچنین در ۱۹۱۷، او از اعطای بست به نیکلای دوم و خانواده‌اش که در انقلاب فوریه آن سال سرنگون و در مارس آن سال مجبور به استعفا شده بودند سرباز زد، تصمیمی که سال بعد با تیرباران خانوادهٔ رومانوف مجادله‌برانگیز شد. طی جنگ، ویلسون بر دیپلماسی و ملاحظات مالی تمرکز کرد و استراتژی نظامی را به ژنرال‌ها خصوصاً جان جی. پرشینگ محول کرد. آمریکا با اعطای میلیون‌ها دلار وام به بریتانیا، فرانسه و دیگر متحدین به تأمین مالی تلاش‌های جنگی آنان کمک کرد. تا تابستان ۱۹۱۸، سربازگیری اجباری از طریق لایحه خدمت گزینشی، ۱۰۰۰۰ سرباز تعلیم دیدهٔ تازه‌نفس را هر روز به فرانسه اعزام کرد. در جبههٔ خانگی، او مالیات بر درآمد را زیاد کرد، میلیاردها دلار از طریق خرید اوراق قرضه لیبرتی توسط مردم قرض کرد، هیئت صنایع جنگ را به پا کرد، همکاری سندیکاها را ترویج داد، از طریق کنترل مستقیم ویلیام جی. مک‌آدو، وزیر خزانه داری، بر نظام راه‌آهن کشور کشاورزی و تولید غذا را تنظیم کرد.
او که پرسبیترینی معتقد بود، اخلاق را وارد بین‌الملل‌گرایی خود کرد، ایدئولوژیی که امروزه از آن به «ویلسونینیسم» یاد می‌شود—یک سیاست خارجی کنشگر که کشور را به ترویج دمکراسی جهانی فرا می‌خواند. ویلسون به دلیل حمایت از جامعه ملل در سال ۱۹۱۹ جایزه صلح نوبل را برنده شد
ویلسون در اولین دورهٔ ریاست جمهوری کنگرهٔ دمکرات را متقاعد کرد برنامه‌ای را تصویب کند که اندک رئیس جمهورانی توانسته‌اند همتای آن را اجرا کنند، و تا زمان تصویب نیودیل در ۱۹۳۳ بی‌همتا بود. این برنامه شامل لایحه فدرال رزرو، لایحه کمیسیون تجارت فدرال، لایحه ضد تراست کلیتون، لایحه فدرال وام کشاورزی و مالیات بر درآمد بود. کار کودکان در ۱۹۱۶ حذف شد ولی دادگاه عالی آمریکا آن را در ۱۹۱۸ خلاف قانون اساسی دانست. ویلسون کاری کرد کنگره لایحه ادمسون را تصویب کند که بارکاری ۸ ساعته را بر راه‌آهن تحمیل می‌کرد. ویلسون که ابتدائاً با حق رای زنان همدل نبود، پس از این که فشار عمومی قانعش کرد که مخالفت با آن عقلانی نیست از حامیان عمدهٔ آن شد. گرچه به آفریقایی-آمریکاییان قول داد «با آن‌ها برای پیشبرد منافع نژادشان در آمریکا منصفانه رفتار می‌شود… ،» دولت ویلسون سیاست جداسازی نژادی کارمندان فدرال را پیاده‌سازی کرد. گرچه به‌عنوان رئیس‌جمهور یک غول رؤیایی لیبرال مدرن پنداشته می‌شود، در زمینه پیاده‌سازی روابط بین نژادی، ویلسون «در اندیشه و سیاست‌هایش عمیقاً نژادپرست بود، و علی‌الظاهر با این وضع راحت بود.»
ویلسون در سال ۱۹۱۹ دچار یک نوع بیماری که موجب فلج شدن وی گردید شد و فعالیت‌هایش محدود شدند. مهم‌ترین ابتکار وی ایجاد جامعه ملل پس از پایان جنگ جهانی اول بود، که دارای ۱۴ ماده بود. اگرچه این پیمان چندان نتیجه بخش نبود و حتی خود آمریکا نیز به آن نپیوست، ولی زیربنای ایجاد سازمان ملل متحد پس از پایان جنگ جهانی دوم شد.

## یادبودها
- کتابخانه ریاست جمهوری وودرو ویلسون

## نگارخانه

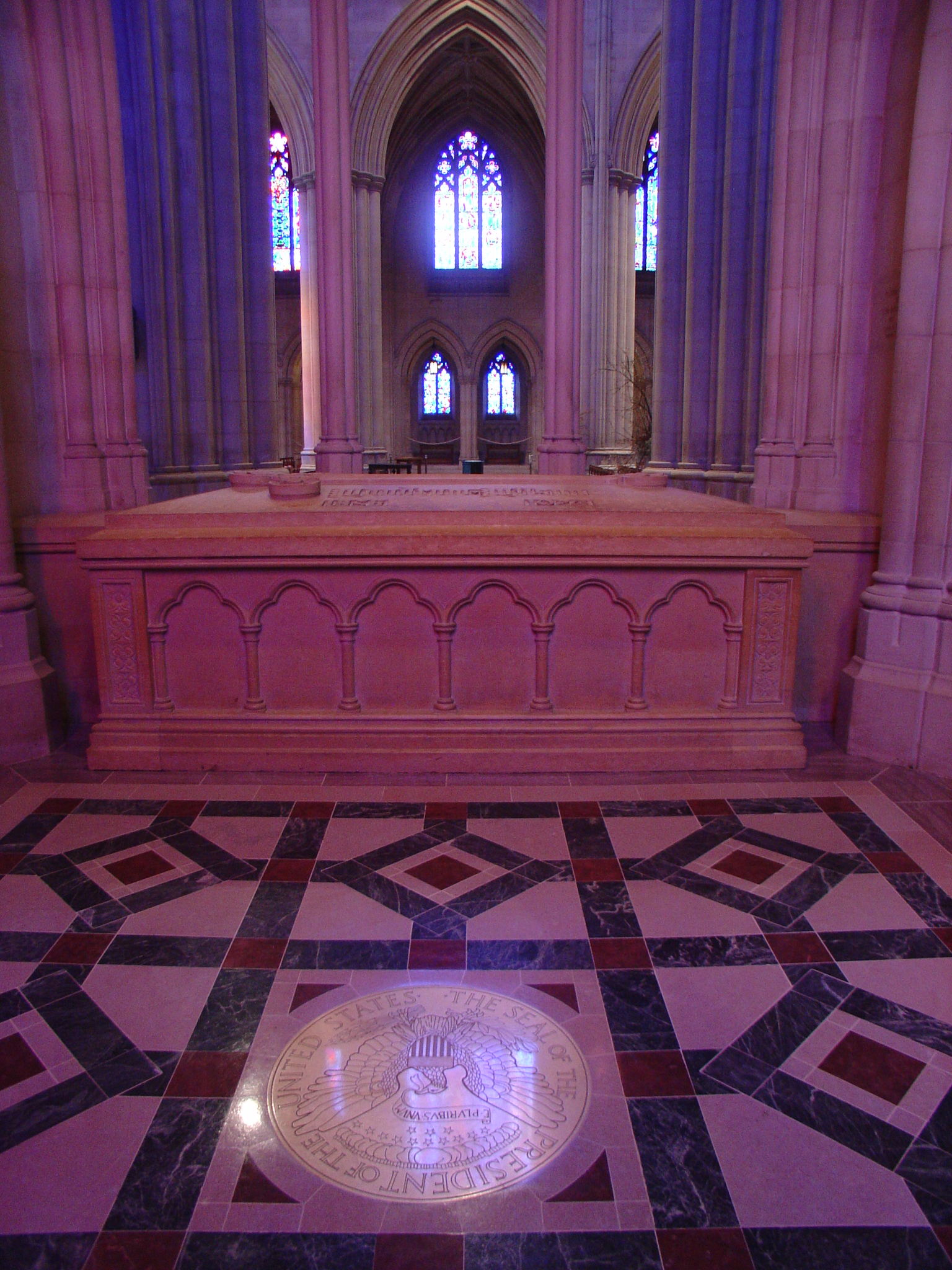
قبر ویلسون در واشینگتن دی سی قرار دارد-
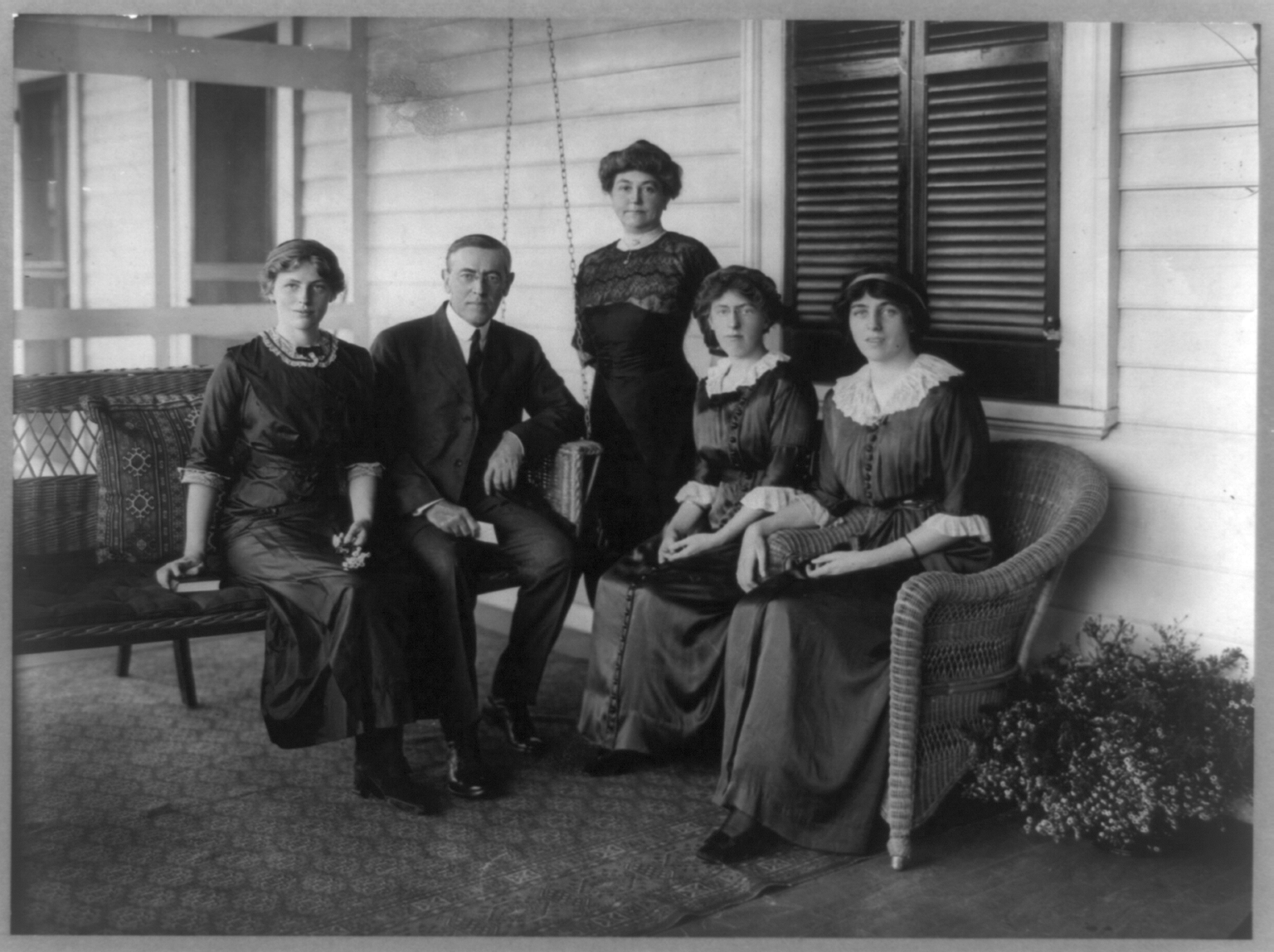
به‌همراه همسر و سه دختر خود
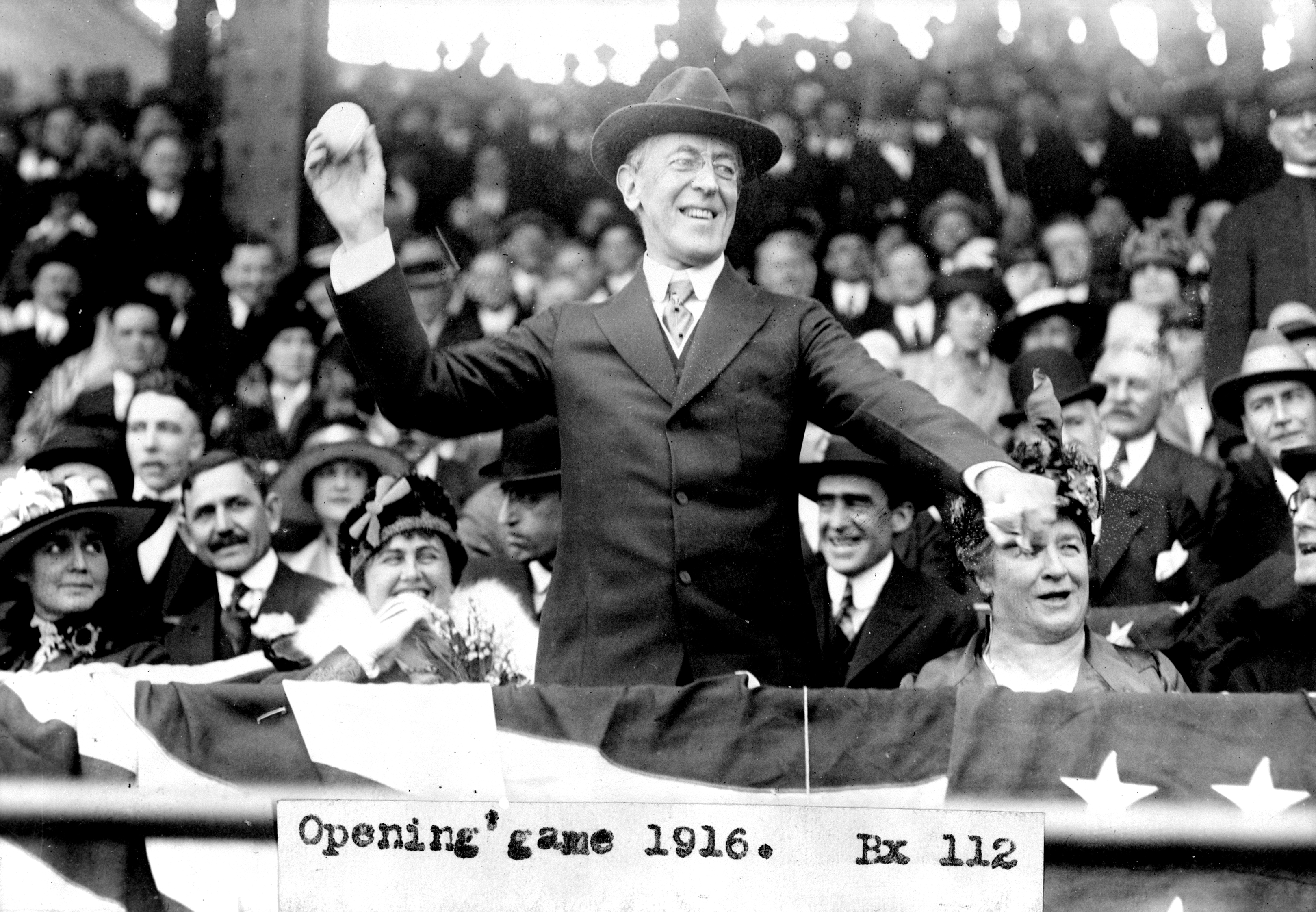
در حال انداختن توپ بیسبال در ۱۹۱۶
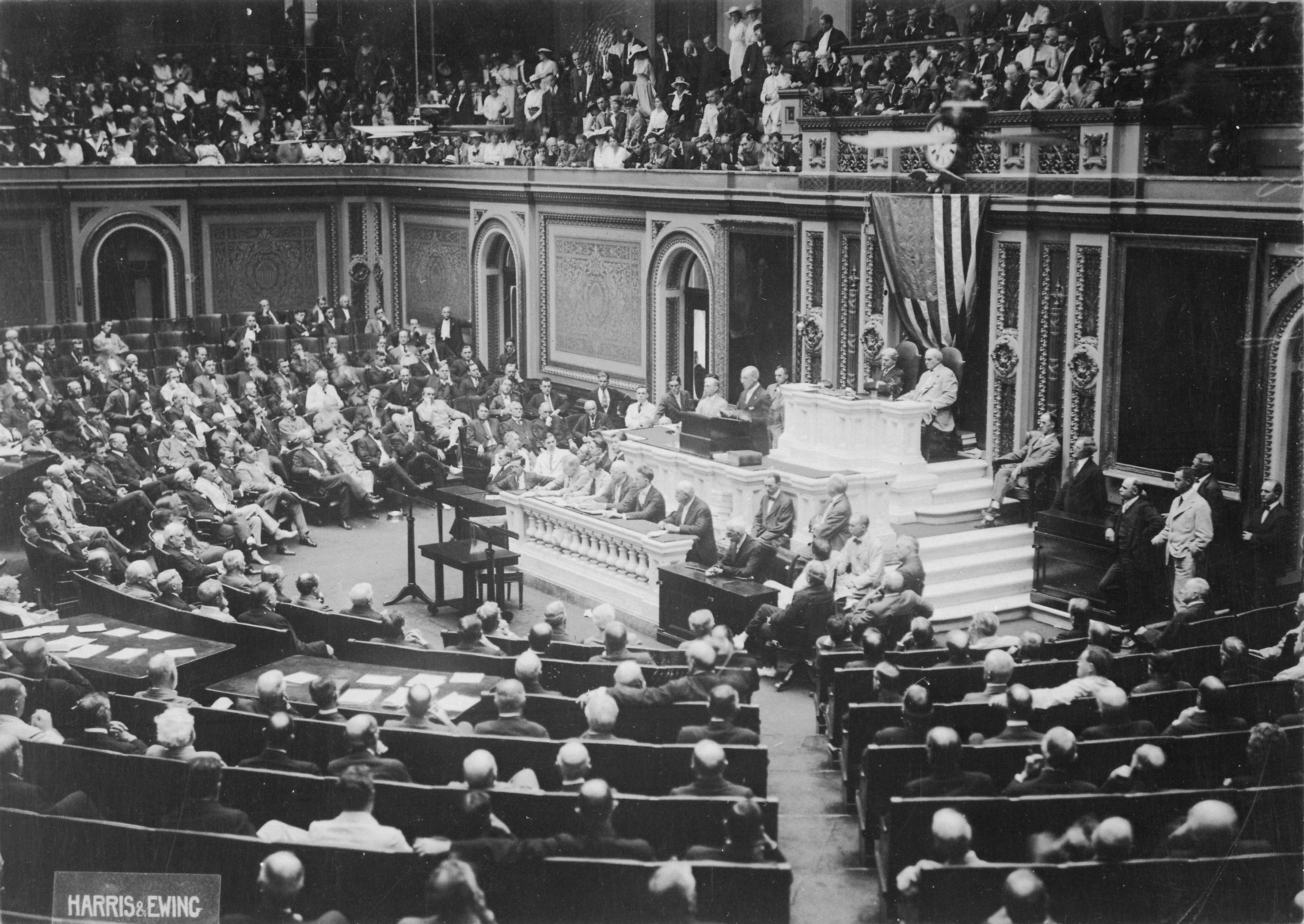
در حال اعلام کردن قطع رابطه با آلمان به سال ۱۹۱۷ در مجلس آمریکا